# آبادانی‌ها
آبادانی‌ها فیلمی به کارگردانی و نویسندگی کیانوش عیاری محصول سال ۱۳۷۱ است. این فیلم اقتباسی مستقیم و ایرانیزه شده از فیلم دزدان دوچرخه ساخته دسیکا است که به این مسئله در تیتراژ ابتدایی فیلم نیز اشاره می‌شود. در این فیلم اتومبیل یک مهاجر جنگی مقیم تهران به سرقت برده می‌شود. او همراه پسرش جستجویی ناامید کننده را برای یافتن تنها دارائیش آغاز می‌کنند. در این بین او با مردی آشنا می‌شود …

## خلاصه
اتومبیل یک مهاجر جنگی مقیم تهران به سرقت برده می‌شود. او همراه پسرش جستجویی ناامیدکننده را برای یافتن تنها دارائیش آغاز می‌کنند. در این بین او با مردی آشنا می‌شود به اقتضای حرفه اش می‌تواند وی را در ردیابی اتومبیل مسروقه کمک کند. طی این جستجو «برنا» پسر مرد نیز در پی یافتن عینک گمشده اش است. جستجوی همزمان پدر و پسر مسایلی را ایجاد می‌کند…

## بازیگران
- سعید پورصمیمی
- حسن رضایی
- بهروز رضوی
- سعید شیخ‌زاده
- افسانه محمدی
- باقر صحرارودی
- فیروز
- بهمن پسندی
- فاطمه طاهری
- هدایت اله سبحانی
- کاظم هژیرآزاد
- گلچهره دانش
- ساحره متین
- رحمت یخچالیان
- محسن خضری
- ایرج سرباز
- احمد مسعودی راد
- وحید شیخ‌زاده
- آزاده مقدم
- طاهره کاظمی
- مهناز دهنوی
- ناهید رضایی
- غفار رضایی
- کریم نشاط
- کریم چهل و یک
- شهرام قاسمی
- معصومه جوادی
- عصمت بربره
- طاهره جوهرزاده
- رضا سمساری
- رحمان مقدم
- شمس علی بابایی
- غضنفر راوند
- ابراهیم آقاجانی
- امیر قاجارتهرانی
- اصغر خندان
- اصغر فرزان
- افشین کریمی
- پیرمحمد
- نادر طریقت
- امیر مولایی
- محمد گودرزی
- علی معصومی کوهستانی